# گوزن باویان
گوزن باویان (نام علمی: Axis kuhlii) نام یک گونه از زیرخانواده گوزنیان جهان قدیم است.